# Triptyque de Modène

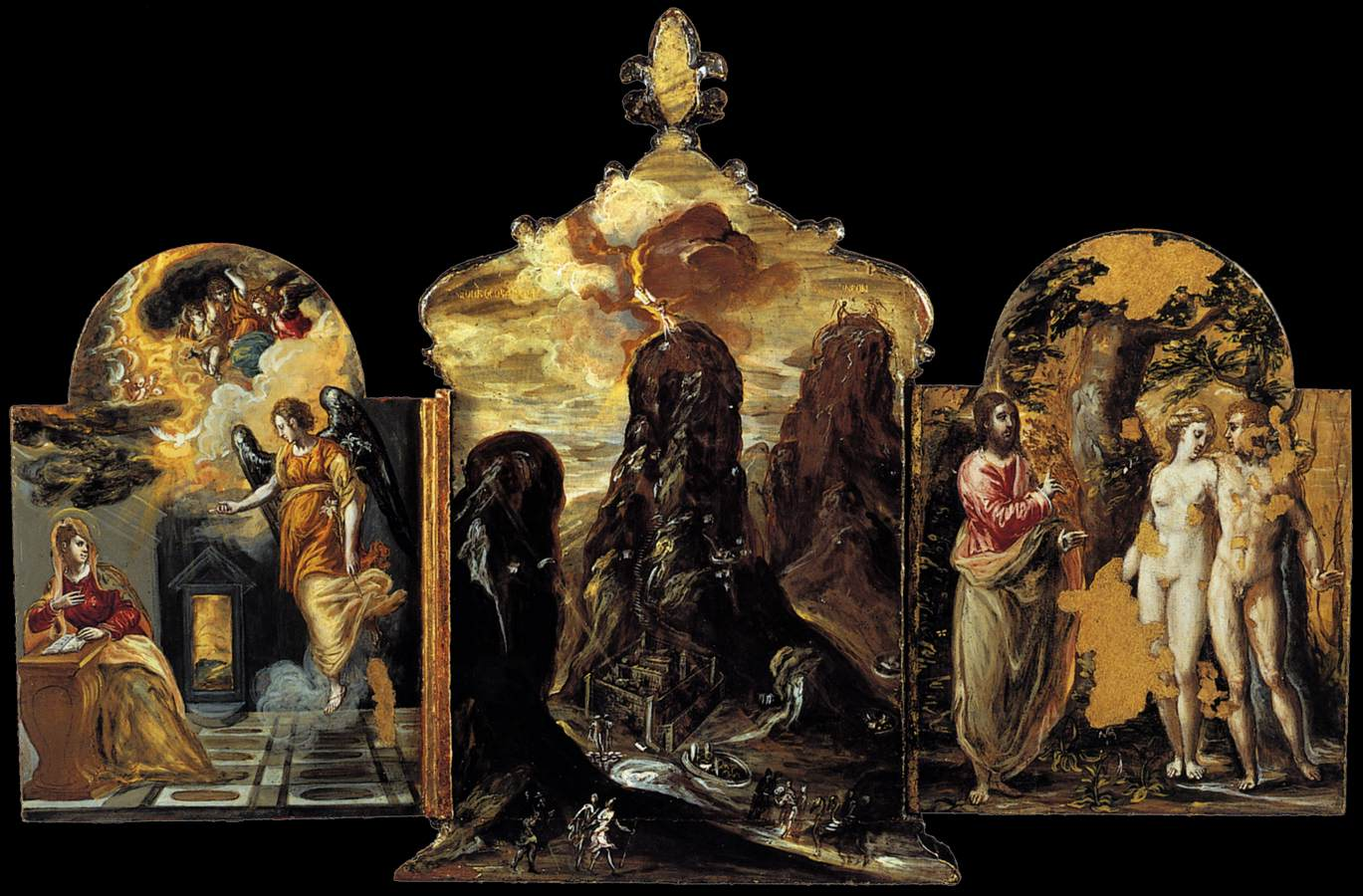
Verso du Triptyque de Modène

Le Triptyque de Modène  est un polyptyque à trois panneaux de bois peints  a tempera, réalisé en 1568 et peut-être attribué à l'artiste Le Greco, qui était aussi connu sous le nom de Doménikos Theotokópoulos.

## Description
Ce retable de type portatif est peint sur les deux faces et possède les caractéristiques stylistiques de la Renaissance italienne. Le recto est composé d'un panneau central (37 × 23,8 cm) et de deux latéraux (24 × 18 cm) avec L'Adoration des bergers, Le Chevalier chrétien et Le Baptême du Christ. Le verso montre L'Annonciation, le Mont Sinaï et Adam et Ève. 
Le panneau verso montre des pèlerins sur la chemin du monastère Sainte-Catherine, et le  Mont Sinaï, en métaphore d'un chemin vers le paradis.

## Expositions
Le triptyque de Modène a été présenté au public à Paris à l'exposition Greco du Grand Palais, du 16 octobre 2019 au 10 février 2020.